# Groupe de planètes mineures
Ne pas confondre avec Famille de planètes mineures.

Diagramme orbital classique croisant demi-grand axe et inclinaison. Mise en évidence de plusieurs groupes : centaures, ceinture de Kuiper (dont plutinos), disque des objets épars.

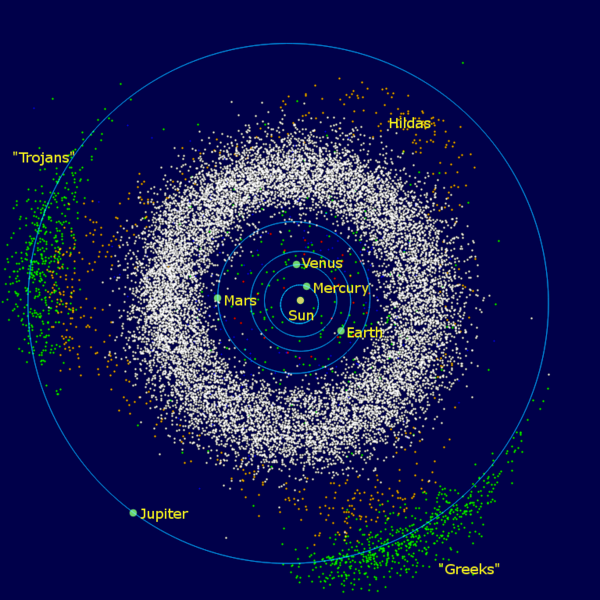
Diagramme classique représentant la dispersion des objets autour du Soleil. Mise en évidence de plusieurs groupes : géocroiseurs, ceinture principale d'astéroïdes, groupe de Hilda, troyens de Jupiter.

Un groupe de planètes mineures, groupe d'astéroïdes, groupe orbital ou encore groupe dynamique, est un ensemble de planètes mineures partageant des propriétés orbitales voisines découlant de phénomènes purement dynamiques, notamment des phénomènes de résonance avec les planètes du Système solaire, à l'origine de zones de stabilité ou au contraire d'instabilité.
L'identification et la compréhension de ces groupes permettent de décrire et d'expliquer la manière dont sont réparties les planètes mineures au sein du Système solaire.
Cette notion de groupe est à distinguer de celle de famille. Il s'agit dans les deux cas d'ensembles de planètes mineures partageant des propriétés orbitales voisines mais les familles sont interprétées comme résultant de la fragmentation d'un objet antérieur à la suite d'une collision, ce qui n'est pas le cas des groupes. Ces familles sont notamment présentes au sein de la ceinture principale d'astéroïdes.

## Paramètres et types de définitions

### Paramètres intervenant dans les définitions des groupes
Dans ce qui suit, ua est la notation de l'unité astronomique, unité de longueur correspondant à la distance Soleil-Terre (environ 150 millions de km).
Les principaux paramètres intervenant dans la définition des groupes orbitaux sont :
- le demi-grand axe (noté a, distance en ua), représentatif de la distance moyenne au Soleil ;
- l'excentricité (notée e, coefficient de 0 à 1) et l'inclinaison (notée i, angle en degrés) représentatifs d'un caractère "classique" (excentricité et inclinaison faibles correspondant à une orbite plus ou moins circulaire et proche de l'écliptique, plan dans lequel gravite la Terre) ou "non classique" de l'orbite ;
- la distance au périhélie (notée q, distance en ua) et la distance à l'aphélie (notée Q, distance en ua) permettant de caractériser des croisements, proximités ou éloignements (impliquant une absence d'influence gravitationnelle) avec des orbites de planètes ;
- l'existence ou non d'une résonance orbitale avec une planète et le rapport associé (noté sous la forme d'une fraction du type 1:2 ou 3:2) ;
- les paramètres de Tisserand par rapport à Jupiter ou à Neptune (notés TJ et TN, paramètres sans dimension) permettant de caractériser l'influence gravitationnelle de ces planètes sur certains groupes de planètes mineures.

### Définitions des groupes
Les définitions utilisées par les astronomes ou les bases de données sont de différentes natures.
- Certaines définitions (que l'on peut qualifier de "théoriques") reposent sur une ou plusieurs propriétés fondamentales du groupe considéré. C'est typiquement le cas pour des groupes définis par une résonance avec une planète (groupe de Hilda, différents groupes de troyens, plutinos, autres groupes en résonance avec Neptune...).
- D'autres définitions (que l'on peut qualifier de "caractérisations") reposent au contraire sur la simple description de la zone occupée par le groupe dans l'espace des phases défini par les variables a, e, i, q et Q (en pratique souvent ramené à deux variables a-i, a-e, a-q ou a-Q, ou même simplement à la seule variable a).
- Dans ce dernier cas, les valeurs limites peuvent correspondre aux frontières effectives d'un groupe d'objets se détachant nettement des autres objets (cas par exemple du groupe de Hungaria tel que caractérisé par le MPC : 1,8 < a < 2,0 ua, e < 0,25 et i > 12°), mais peuvent aussi parfois relever de conventions pratiques partagées par la communauté scientifique (cas par exemple des séparations entre centaures, objets épars et objets détachés).

Ces différents types ne sont pas exclusifs. De nombreuses définitions combinent ces différents aspects (critère théorique et limites conventionnelles par exemple). L'usage de certains paramètres complexes peut aussi générer des situations intermédiaires. Par exemple la définition des damocloïdes par le paramètre de Tisserand relève à la fois d'une caractérisation (TJ < 2) et d'une propriété fondamentale (du fait des liens profonds entre paramètre de Tisserand et dynamique du système à 3 corps considéré).
La plupart des groupes possède plusieurs définitions. Cette diversité ne découle pas de désaccords importants. Il s'agit le plus souvent de petites variations sur le choix de valeurs limites. Ces variations sont parfois liées à l'ancienneté des sources utilisées. On peut toutefois noter que certains groupes sont plus particulièrement marqués par l'absence de définition bien partagée (cas par exemple des centaures et des damocloïdes). Il est également fréquent qu'un même groupe possède une définition théorique (utile par exemple pour la compréhension du groupe : origine, stabilité, évolution...) et une définition par caractérisation (plus facile à utiliser et suffisante pour la plupart des besoins). Les bases de données du MPC et du JPL utilisent actuellement (juin 2019) ce type de définitions par caractérisation.

## Conventions

### Terminologie
Les planètes mineures de la ceinture principale ainsi que celles gravitant à proximité de la Terre ou comme troyens de Jupiter restent le plus souvent appelées classiquement astéroïdes. Un usage de plus en plus fréquent préfère par contre désigner les objets transneptuniens ainsi que les centaures ou les damocloïdes à travers le terme neutre d'objet. Cet usage est repris dans cette page. Le terme planète mineure (ou parfois objet) est utilisé comme terme générique.

### Dénombrement des objets des groupes
Les dénombrements concernent les planètes mineures référencées (numérotées ou non). Il s'agit d'ordres de grandeur volontairement arrondis à 2 chiffres significatifs.
Les références indiquées MPC, JPL ou List renvoient respectivement à des consultations :
- de la base de données "MPC Database"[1] accessible sur le site du Centre des planètes mineures ;
- de la base de données "JPL Small-Body Database"[2] accessible sur le site du Jet Propulsion Laboratory ;
- des listes diffusées sur la page "Lists and Plots: Minor Planets"[3] du site du Centre des planètes mineures.

## Synthèse des principaux groupes orbitaux
| Principaux groupes orbitaux                                       | Principaux groupes orbitaux                                                                                  | Principaux groupes orbitaux                                                                                  | Demi-grand axe typique (en ua) | Nombre de planètes mineures référencées (mise à jour 1er octobre 2023 | Nombre de planètes mineures référencées (mise à jour 1er octobre 2023 |
| ----------------------------------------------------------------- | --- | --- | ------------------------------ | --------------------------------------------------------------------- | --------------------------------------------------------------------- |
| Astéroïdes plus proches du Soleil que Vénus                       | Vulcanoïdes                                                                                                  | Vulcanoïdes                                                                                                  | < 0,3                          | 0                                                                     | 1                                                                     |
| Astéroïdes plus proches du Soleil que Vénus                       | Astéroïdes Vatira                                                                                            | Astéroïdes Vatira                                                                                            | 0,4 à 0,7                      | 1                                                                     | 1                                                                     |
| Astéroïdes proches de la Terre                                    | Astéroïdes Atira                                                                                             | Astéroïdes Atira                                                                                             | 0,5 à 0,9                      | 30                                                                    | ~ 33 000                                                              |
| Astéroïdes proches de la Terre                                    | Astéroïdes géocroiseurs                                                                                      | Astéroïdes Aton                                                                                              | 0,6 à 1                        | ~ 2 600                                                               | ~ 33 000                                                              |
| Astéroïdes proches de la Terre                                    | Astéroïdes géocroiseurs                                                                                      | Astéroïdes Apollon                                                                                           | 1 à 5 et +                     | ~ 18 500                                                              | ~ 33 000                                                              |
| Astéroïdes proches de la Terre                                    | Astéroïdes Amor                                                                                              | Astéroïdes Amor                                                                                              | 1 à 5 et +                     | ~ 11 900                                                              | ~ 33 000                                                              |
| Astéroïdes aréocroiseurs (au sens des classifications MPC et JPL) | Astéroïdes aréocroiseurs (au sens des classifications MPC et JPL)                                            | Astéroïdes aréocroiseurs (au sens des classifications MPC et JPL)                                            | 1,3 à 5                        | ~ 25 000                                                              | ~ 25 000                                                              |
| Ceinture principale et périphérie                                 | Périphérie interne (dont groupe de Hungaria)                                                                 | Périphérie interne (dont groupe de Hungaria)                                                                 | 1,7 à 2,0                      | ~ 28 000                                                              | ~ 1 240 000                                                           |
| Ceinture principale et périphérie                                 | Ceinture principale (zones I, II et III)                                                                     | Ceinture principale (zones I, II et III)                                                                     | 2,0 à 3,3                      | ~ 1 200 000                                                           | ~ 1 240 000                                                           |
| Ceinture principale et périphérie                                 | Périphérie externe (dont groupe de Cybèle et groupe de Hilda)                                                | Périphérie externe (dont groupe de Cybèle et groupe de Hilda)                                                | 3,3 à 4,1                      | ~ 13 000                                                              | ~ 1 240 000                                                           |
| Troyens de Jupiter                                                | Troyens de Jupiter                                                                                           | Troyens de Jupiter                                                                                           | env 5,2 / 4,8 à 5,4            | ~ 13 000                                                              | ~ 13 000                                                              |
| Centaures et damocloïdes avec 5,5 < a < 30,1 ua                   | Centaures et damocloïdes avec 5,5 < a < 30,1 ua                                                              | Centaures et damocloïdes avec 5,5 < a < 30,1 ua                                                              | 5,5 à 30                       | ~ 720                                                                 | ~ 720                                                                 |
| Objets transneptuniens                                            | Ceinture de Kuiper                                                                                           | Plutinos | env 39,4 / 39 à 40             | ~ 500 ?                                                               | ~ 4 500 ,                                                             |
| Objets transneptuniens                                            | Ceinture de Kuiper                                                                                           | Cubewanos | 40 à 48                        | ~ 1 500 ?                                                             | ~ 4 500 ,                                                             |
| Objets transneptuniens                                            | Ceinture de Kuiper                                                                                           | Autres objets ceinture de Kuiper                                                                             | 30 à 50                        | ~ 600 ?                                                               | ~ 4 500 ,                                                             |
| Objets transneptuniens                                            | Autres résonances avec Neptune avec a > 50 ua, damocloïdes avec a > 30,1 ua, objets épars et objets détachés | Autres résonances avec Neptune avec a > 50 ua, damocloïdes avec a > 30,1 ua, objets épars et objets détachés | 30 à 1 000 et +                | ~ 740                                                                 | ~ 4 500 ,                                                             |
| Nuage de Hills et nuage de Oort                                   | Nuage de Hills et nuage de Oort                                                                              | Nuage de Hills et nuage de Oort                                                                              | 1 000 ? à 100 000 ?            | 0 ou ?                                                                | 0 ou ?                                                                |
| Ensemble des planètes mineures référencées                        | Ensemble des planètes mineures référencées                                                                   | Ensemble des planètes mineures référencées                                                                   | 0,5 à 3 500                    |                                                                       | 1 310 000                                                             |

Au 18 mai 2019, le Centre des planètes mineures recensait de manière officielle 794 832 planètes mineures, dont 541 128 numérotées et 21 922 nommées.

## Zone interne du Système solaire
Cette zone est principalement occupée par les astéroïdes géocroiseurs dont l'orbite croise ou se rapproche de celle de la Terre.

### Liste des groupes
| Groupe                                                                            | Demi-grand axe typique (en ua) | Ordre grandeur nombre | Mise à jour | Description |
| --------------------------------------------------------------------------------- | ------------------------------ | --------------------- | ----------- | --- |
| Vulcanoïdes                                                                       | (< 0,3)                        | 0                     | 06/2019     | - Groupe hypothétique d'astéroïdes possédant une orbite intérieure par rapport à celle de Mercure. - Définition 1 : a < aMercure = 0,387 ua. Dans ce cas, l'orbite est majoritairement contenue dans celle de Mercure. - Définition 2 : Q < qMercure = 0,307 ua. Dans ce cas, l'orbite est entièrement contenue dans celle de Mercure. Cette définition est celle retenue en 2011 par S. Greenstreet, H. Ngo et B. Gladman pour introduire la notion d'astéroïdes Vatira. - Le nom fait référence à la planète hypothétique Vulcain, recherchée dans la même zone au XIXe siècle, elle-même nommée en référence à Vulcain, dieu romain du feu. |
| Astéroïdes Vatira                                                                 | (< 0,7)                        | 1                     | 08/2022     | - Groupe proposé en 2011 par S. Greenstreet, H. Ngo et B. Gladman pour désigner les astéroïdes dont l'orbite serait entièrement contenue dans celle de Vénus mais non entièrement contenue dans celle de Mercure. En 2022 on ne connaît qu'un objet de ce groupe, (594913) ꞌAylóꞌchaxnim (découvert en 2020). - Définition : 0,307 ua = qMercure < Q < qVénus = 0,718 ua. - Le nom est construit sur la base des mots Vénus et Atira, en référence au fait que les astéroïdes Vatira sont pour la planète Vénus ce que les astéroïdes Atira sont pour la Terre. Il s'agit en principe d'un nom provisoire. |
| Astéroïdes géocroiseurs au sens large (ou astéroïdes proches de la Terre ou NEAs) | 0,6 à 5 et +                   | 20 000                | 04/2019     | - En français, le terme géocroiseur est souvent utilisé dans un sens large incluant les quatre groupes Atira, Aton, Apollon et Amor. L'expression « astéroïdes proches de la Terre » est plus rarement utilisée mais permet d'éviter l'ambiguïté avec la notion d'astéroïdes géocroiseurs au sens strict. - Ce sens large correspond au terme anglais near-Earth asteroid (NEA) (ou plus souvent NEO pour near-Earth object en incluant les comètes). |
| Astéroïdes géocroiseurs au sens strict (ou ECAs)                                  | 0,6 à 5 et +                   | 12 500                | 04/2019     | - Astéroïdes dont l'orbite croise effectivement celle de la Terre. Cela correspond aux Aton et aux Apollon. - Ce sens strict correspond au terme anglais Earth-crosser asteroid (ECA). |
| Astéroïdes Atira (ou astéroïdes apohele)                                          | 0,6 à 1                        | 19 (Def JPL)          | 04/2019     | - Astéroïdes dont l'orbite est entièrement contenue dans celle de la Terre. Tous ceux connus à fin 2018 sont géocroiseurs au sens large dans le sens où leur orbite ne croise pas celle de la Terre mais s'en rapproche à moins de 0,3 ua. - Définition 1 (MPC) : Q < 1 ua. - Définition 2 (JPL) : Q < qTerre = 0,983 ua. - Définition 3 : qVénus = 0,718 ua < Q < qTerre = 0,983 ua. Cette définition est proposée en 2011 par S. Greenstreet, H. Ngo et B. Gladman pour introduire la notion d'astéroïdes Vatira. - Nom en référence à (163693) Atira, premier découvert en 2003. Le terme apohele est dérivé du mot hawaïen apo hele signifiant orbite. Les bases de données du MPC et du JPL utilisent le terme Atira. |
| Astéroïdes Aton                                                                   | 0,6 à 1                        | 1 500 (Def JPL)       | 04/2019     | - Astéroïdes géocroiseurs (au sens strict) dont l'orbite est majoritairement intérieure à celle de la Terre. - Définition 1 (MPC) : a < 1 ua et Q > 1 ua. - Définition 2 (JPL) : a < 1 ua et Q > qTerre = 0,983 ua. - Nom en référence à (2062) Aton, premier découvert en 1976. |
| Troyens de la Terre                                                               | env. 1,0                       | 1                     | 05/2019     | - La Terre possède un astéroïde troyen situé au point de Lagrange L4 du système Soleil-Terre. |
| Astéroïdes Arjuna                                                                 | env. 1,0                       | 10 ?                  | 04/2019     | - Classe informelle introduite par le programme Spacewatch pour parler des astéroïdes géocroiseurs ayant des orbites proches de celle de la Terre (demi-grand axe d'environ 1 ua, faible excentricité, faible inclinaison). - Le nom fait référence à Arjuna, héros de la mythologie hindoue. - Voir également coorbitaux de la Terre dans la section Classes liées aux planètes. |
| Astéroïdes Apollon                                                                | 1 à 5 et +                     | 11 000 (Def JPL)      | 04/2019     | - Astéroïdes géocroiseurs (au sens strict) dont l'orbite est majoritairement extérieure à celle de la Terre. - Définition 1 (MPC) : a > 1 ua et q < 1 ua. - Définition 2 (JPL) : a > 1 ua et q < QTerre = 1,017 ua. - Nom en référence à (1862) Apollon, premier découvert en 1932. |
| Astéroïdes Amor                                                                   | 1 à 5 et +                     | 7 500 (Def JPL)       | 04/2019     | - Astéroïdes dont l'orbite est entièrement extérieure à celle de la Terre mais s'en rapproche à moins de 0,3 ua. - Définition 1 (MPC) : a > 1 ua et 1 ua < q < 1,3 ua (avec éventuelle exception des rares objets transneptuniens concernés (cas du MPC)). - Définition 2 (JPL) : a > 1 ua et QTerre = 1,017 ua < q < 1,3 ua. - Nom en référence à (1221) Amor. |
| Astéroïdes aréocroiseurs (au sens des classifications)                            | 1,3 à 5                        | 17 000 (Def JPL)      | 05/2019     | - À noter : Dans les classifications des bases de données du MPC et du JPL, cette classe ne recouvre pas tous les astéroïdes aréocroiseurs mais seulement ceux qui ne sont pas géocroiseurs ou n'appartiennent pas à d'autres classes "prioritaires". Voir section Classes liées aux planètes pour le sens strict. - Définition 1 : 1,3 < q < QMars = 1,666 ua avec exclusion des objets transjoviens de type damocloïdes (critère a < 5,5 ua). - Définition 2 (JPL) : 1,3 < q < QMars = 1,666 ua avec exclusion des objets appartenant à la périphérie externe de la ceinture principale et des objets transjoviens de type damocloïdes (critère a < 3,2 ua). - Définition 3 (MPC) : 1,3 < q < QMars = 1,666 ua avec exclusion des objets classés dans le groupe de Hungaria (situés dans la zone 1,8 < a < 2 ua) et des objets transjoviens de type damocloïdes (critère a < 6 ua). |
| Troyens de Mars                                                                   | env. 1,5                       | 9                     | 05/2019     | - Astéroïdes gravitant au voisinage des points de Lagrange L4 et L5 du système Soleil-Mars. |

### Diagrammes orbitaux

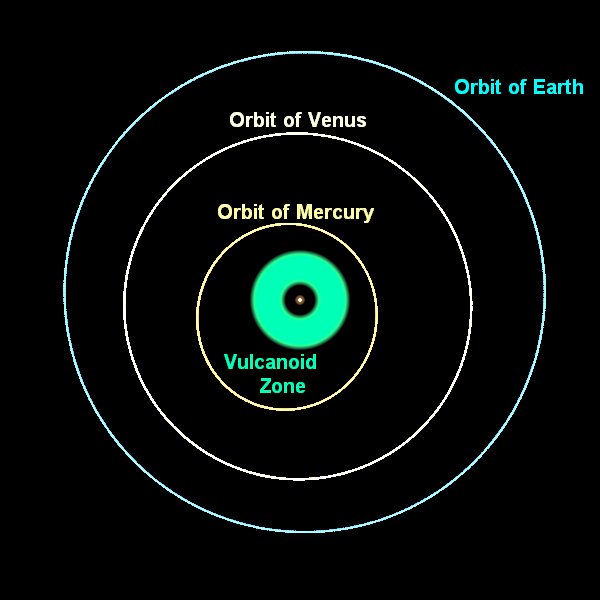
Vulcanoïdes : zone de gravitation (en vert) des hypothétiques vulcanoïdes.
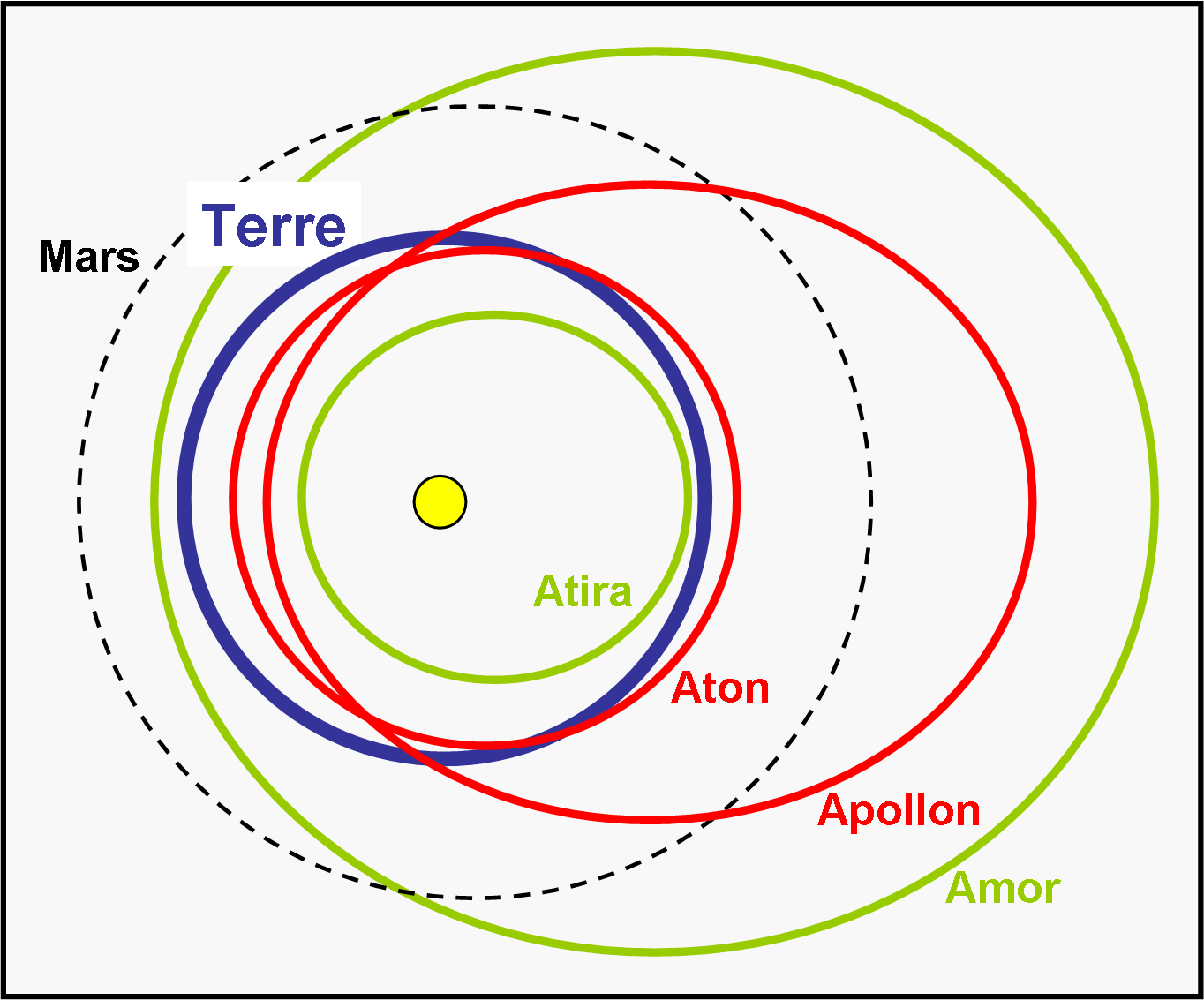
Géocroiseurs : ellipses orbitales, relativement à celle de la Terre, des 4 astéroïdes ayant donné leurs noms aux groupes, (163693) Atira (intérieur proche), (2062) Aton (croiseur intérieur), (1862) Apollon (croiseur extérieur) et (1221) Amor (extérieur proche).

## Zone de la ceinture principale d'astéroïdes
Cette zone concentre à elle seule environ 95 % des planètes mineures à ce jour[Quand ?] identifiées.
La ceinture principale d'astéroïdes, située entre Mars et Jupiter, est le principal groupe de planètes mineures du Système solaire, tant en nombre qu'en niveau de concentration. L'influence gravitationnelle de Jupiter, via des effets de résonance orbitale, a vidé certaines zones appelées lacunes de Kirkwood. Ces lacunes sont à l'origine des nombreux sous-groupes au sein de la ceinture ou à sa périphérie.
Les astéroïdes troyens de Jupiter forment un autre groupe très important. Ces astéroïdes se concentrent dans deux zones de forme allongée situées autour des points de Lagrange L4 et L5 du système Soleil-Jupiter. Ces deux zones sont parmi les plus denses en planètes mineures après la ceinture principale.
On distingue au sein de la ceinture principale (et dans une moindre mesure parmi les troyens de Jupiter) plusieurs familles interprétées comme résultant de la fragmentation d'un corps en un certain nombre de corps plus petits, suite par exemple à une collision. Ces familles ne constituent pas à proprement parler des groupes et ne sont pas traitées ici.

### Liste des groupes
| Groupe                                                          | Demi-grand axe typique (en ua) | Ordre grandeur nombre | Mise à jour | Description |
| --------------------------------------------------------------- | ------------------------------ | --------------------- | ----------- | --- |
| Ceinture principale (ou ceinture d'astéroïdes) (sens large)     | 1,7 à 4,1                      | 750 000 (Def JPL)     | 05/2019     | - Classe informelle correspondant à une vision large de la ceinture principale, incluant tout ou partie des groupes situés en périphérie (Hungaria, Cybèle, Hilda...). - L'approche la plus large peut inclure tous les objets de demi-grand axe compris entre 1,7 et 6 ua, hors géocroiseurs. Cette approche inclut les troyens de Jupiter et la plupart des aréocroiseurs non géocroiseurs. - Dans la base de données du JPL, la réunion des trois groupes Inner Main-belt, Main-belt et Outer Main-blet inclut la plupart des objets périphériques, hors troyens de Jupiter. |
| Périphérie interne de la ceinture principale                    | 1,7 à 2,0                      | 17 000 (Def JPL)      | 05/2019     | - Groupe utilisé (sous le nom Inner main-belt) par la base de données du JPL. - Définition (JPL) : 1,666 < a < 2,0 ua et q > 1,666 ua (exclusion des géocroiseurs et aréocroiseurs) (rq : le critère a > 1,666 ua est en fait imposé par q > 1,666 ua). - Autre approche : la base de données du MPC utilise de manière alternative la notion de groupe de Hungaria ; ces deux approches regroupent pour l'essentiel les mêmes objets. - Attention : le terme Inner main-belt est aussi rencontré dans un autre sens correspondant à la zone I de la ceinture principale. |
| Groupe de Hungaria                                              | 1,8 à 2,0                      | 20 000 (Def MPC)      | 05/2019     | - Groupe d'astéroïdes de faible excentricité et d'inclinaison moyenne (typiquement entre 15 et 35°) situé entre Mars et la lacune de Kirkwood liée à la résonance 4:1 avec Jupiter. - Définition (MPC, caractérisation) : 1,8 < a < 2,0 ua, e < 0,25 et i > 12° (remarque : cette définition inclut de nombreux astéroïdes classés comme aréocroiseurs par le JPL). - Autre approche : la base de données du JPL utilise de manière alternative la notion de Inner main-belt ; ces deux approches regroupent pour l'essentiel les mêmes objets. - Nom en référence à (434) Hungaria. |
| Ceinture principale (ou ceinture d'astéroïdes) (sens restreint) | 2,06 à 3,27                    | 720 000 (Def 1)       | 05/2019     | - Zone la plus dense de la ceinture principale, comprise entre les lacunes de Kirkwood liées aux résonances 4:1 et 2:1 avec Jupiter. Ce groupe est divisé en sous-groupes (zones I, II et III) liés aux lacunes de Kirkwood. - Définition 1 : 2,06 < a < 3,27 ua et q > 1,666 ua (exclusion des géocroiseurs et aréocroiseurs). - Définition 2 (JPL, simplifiée) : 2 < a < 3,2 ua et q > 1,666 ua (exclusion des géocroiseurs et aréocroiseurs) (remarque : la coupure à 3,2 au lieu de 3,27 ua où se situe la lacune de Kirkwood modifie sensiblement le nombre d'objets considérés). - Définition 3 : la limite externe de la ceinture principale est parfois choisie au niveau de la lacune de Kirkwood liée à la résonance 5:3 avec Jupiter, soit à environ à 3,70 ua. La zone supplémentaire, entre 3,27 et 3,70 ua, est celle où gravite le groupe de Cybèle. - Dans la base de données du MPC, la classe nommée Main-belt correspond pour l'essentiel à la définition 3 mais inclut également (par convention pratique) tous les objets avec 1,7 < a < 6 ua qui ne correspondent à aucune des autres classes utilisées (aréocroiseurs, groupe de Hungaria, groupe de Hilda ou troyens de Jupiter). |
| Zone I de la ceinture                                           | 2,06 à 2,50                    | 220 000               | 05/2019     | - Sous-groupe compris entre les lacunes de Kirkwood liées aux résonances 4:1 et 3:1 avec Jupiter. - Cette zone est aussi désignée en anglais comme Inner main-belt. Attention : ce terme est parfois rencontré (notamment dans la base de données du JPL) dans un autre sens correspondant à la périphérie interne de la ceinture principale. |
| Famille de Phocée                                               | 2,25 à 2,50                    | 6 000 ?               | 05/2019     | - Cette famille collisionnelle située dans la zone I de la ceinture principale est caractérisée par une inclinaison moyenne (entre 18 et 32°) qui, dans cette zone, tend à en faire un ensemble nettement détaché du reste de la ceinture (inclinaison inférieure à 15°). - Nom à référence à (25) Phocée. |
| Groupe d'Alinda                                                 | env. 2,50                      | 100 ?                 | 05/2019     | - Petit groupe situé au niveau de la lacune de Kirkwood liée à la résonance 3:1 avec Jupiter, entre les zones I et II de la ceinture principale. Ses membres possèdent une excentricité et une inclinaison élevées. - Nom en référence à (887) Alinda. |
| Zone II de la ceinture                                          | 2,50 à 2,82                    | 270 000               | 05/2019     | - Sous-groupe compris entre les lacunes de Kirkwood liées aux résonances 3:1 et 5:2 avec Jupiter. Ce sous-groupe est lui-même parfois divisé en deux parties (zones IIa et IIb) séparées par la lacune de Kirkwood liée à la résonance 8:3 avec Jupiter (a ~ 2,71 ua). - Cette zone est aussi désignée en anglais comme Middle main-belt. |
| Zone III de la ceinture                                         | 2,82 à 3,27                    | 230 000               | 05/2019     | - Sous-groupe compris entre les lacunes de Kirkwood liées aux résonances 5:2 et 2:1 avec Jupiter. Ce sous-groupe est lui-même parfois divisé en deux parties (zones IIIa et IIIb) séparées par la lacune de Kirkwood liée à la résonance 7:3 avec Jupiter (a ~ 2,95 ua). - Cette zone est aussi désignée en anglais comme Outer main-belt. Attention : ce terme est parfois rencontré (notamment dans la base de données du JPL) dans un autre sens correspondant à la périphérie externe de la ceinture principale. |
| Groupe de Griqua                                                | env. 3,27                      | 50 ?                  | 05/2019     | - Petit groupe situé au niveau de la lacune de Kirkwood liée à la résonance 2:1 avec Jupiter, en bordure externe de la zone III de la ceinture principale. Ses membres possèdent une excentricité et une inclinaison élevées. - Nom en référence à (1362) Griqua. |
| Périphérie externe de la ceinture principale                    | 3,27 à 4,1                     | 8 200 (Def 1)         | 05/2019     | - Groupe utilisé (sous le nom Outer main-belt) par la base de données du JPL et incluant notamment le groupe de Cybèle et le groupe de Hilda. - Définition 1 : 3,27 < a < 4,6 ua et q > 1,3 ua (exclusion des géocroiseurs). - Définition 2 (JPL,, simplifiée) : 3,2 < a < 4,6 ua et q > 1,3 ua (exclusion des géocroiseurs) (remarque : la coupure à 3,2 au lieu de 3,27 ua où se situe la lacune de Kirkwood modifie sensiblement le nombre d'objets considérés). - Autre approche : la base de données du MPC utilise de manière alternative une définition élargie de la ceinture principale (incluant le groupe de Cybèle) et la notion de groupe de Hilda. - Attention : le terme Outer main-belt est aussi rencontré dans un autre sens correspondant à la zone III de la ceinture principale. |
| Groupe de Cybèle                                                | 3,27 à 3,70                    | 3 500                 | 05/2019     | - Groupe situé en périphérie externe de la ceinture principale, entre les lacunes de Kirkwood liées aux résonances 2:1 et 5:3 avec Jupiter. Ce groupe est parfois considéré comme faisant partie de la ceinture principale (zone III étendue). - Nom en référence à (65) Cybèle. |
| Groupe de Hilda                                                 | env. 3,9 / 3,7 à 4,1           | 4 000 (Def MPC)       | 05/2019     | - Groupe d'astéroïdes gravitant en résonance 3:2 avec Jupiter. Ce groupe est caractérisé par une faible inclinaison et par le fait que, à chaque instant, la disposition de ses membres forme un triangle reliant les points de Lagrange L3, L4 et L5 du système Soleil-Jupiter. - Définition 1 (théorique) : astéroïdes gravitant en résonance 3:2 avec Jupiter. - Définition 2 (MPC, caractérisation) : 3,7 < a < 4,1 ua, e < 0,3 et i < 20°. - Autre approche : la base de données du JPL utilise de manière alternative la notion de Outer main-belt qui inclut notamment le groupe de Cybèle et le groupe de Hilda. - Nom en référence à (153) Hilda. |
| Groupe de Thulé                                                 | env. 4,3                       | 10 ?                  | 05/2019     | - Petit groupe situé au niveau de la résonance 4:3 avec Jupiter. La zone de demi-grand axe compris entre 4,1 et 4,9 ua est particulièrement instable du fait de l'influence gravitationnelle de Jupiter et ne compte qu'un petit nombre d'astéroïdes aux orbites instables. Au milieu de cette zone, la résonance 4:3 est supposée permettre une stabilité relative à ce petit groupe. - Nom en référence à (279) Thulé. |
| Troyens de Jupiter                                              | env. 5,2 / 4,8 à 5,4           | 7 200                 | 05/2019     | - Astéroïdes gravitant au voisinage des points de Lagrange L4 et L5 du système Soleil-Jupiter. - Définition 1 (théorique) : astéroïdes gravitant sur une orbite stable en résonance 1:1 avec Jupiter et en libration autour de l'un des points de Lagrange L4 ou L5. - Définition 2 (MPC, caractérisation) : 4,8 ua < a < 5,4 ua et e < 0,3[réf. nécessaire]. - Définition 3 (JPL, caractérisation) : 4,6 ua < a < 5,5 ua et e < 0,3. - Ces objets sont nommés d'après des personnages de la guerre de Troie, dans le prolongement de (588) Achille et (617) Patrocle, premiers découverts en 1906 et nommés d'après les personnages Achille et Patrocle. |
| Camp grec                                                       | env. 5,2 / 4,8 à 5,4           | 4 600                 | 05/2019     | - Sous-groupe des troyens de Jupiter gravitant au point L4. - Les membres de ce sous-groupe sont nommés d'après des personnages grecs de la guerre de Troie. |
| Camp troyen                                                     | env. 5,2 / 4,8 à 5,4           | 2 500                 | 05/2019     | - Sous-groupe des troyens de Jupiter gravitant au point L5. - Les membres de ce sous-groupe sont nommés d'après des personnages troyens de la guerre de Troie. |

### Diagrammes orbitaux

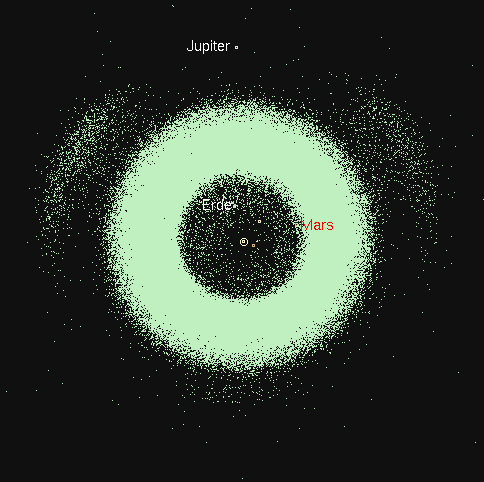
Des géocroiseurs aux troyens de Jupiter : visualisation des densités respectives de la ceinture principale (disque dense), des géocroiseurs (au centre), des troyens de Jupiter (de part et d'autre de Jupiter).
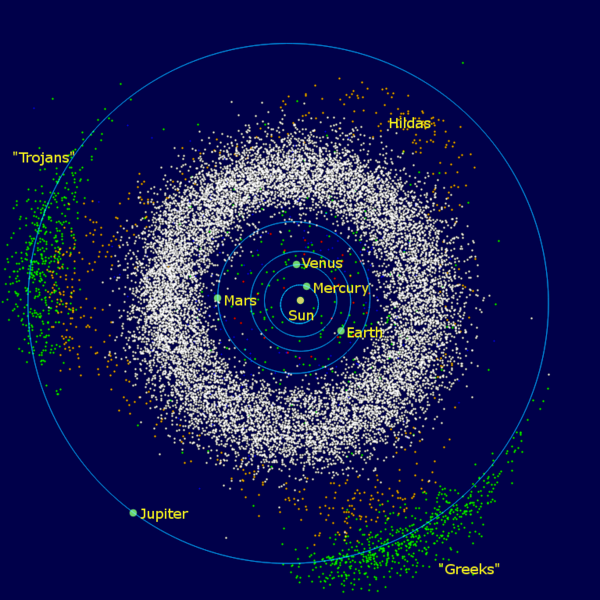
Des géocroiseurs aux troyens de Jupiter : du centre à la périphérie, géocroiseurs (en vert et rouge), ceinture principale (en blanc), groupe de Hilda (en brun), troyens de Jupiter (en vert).
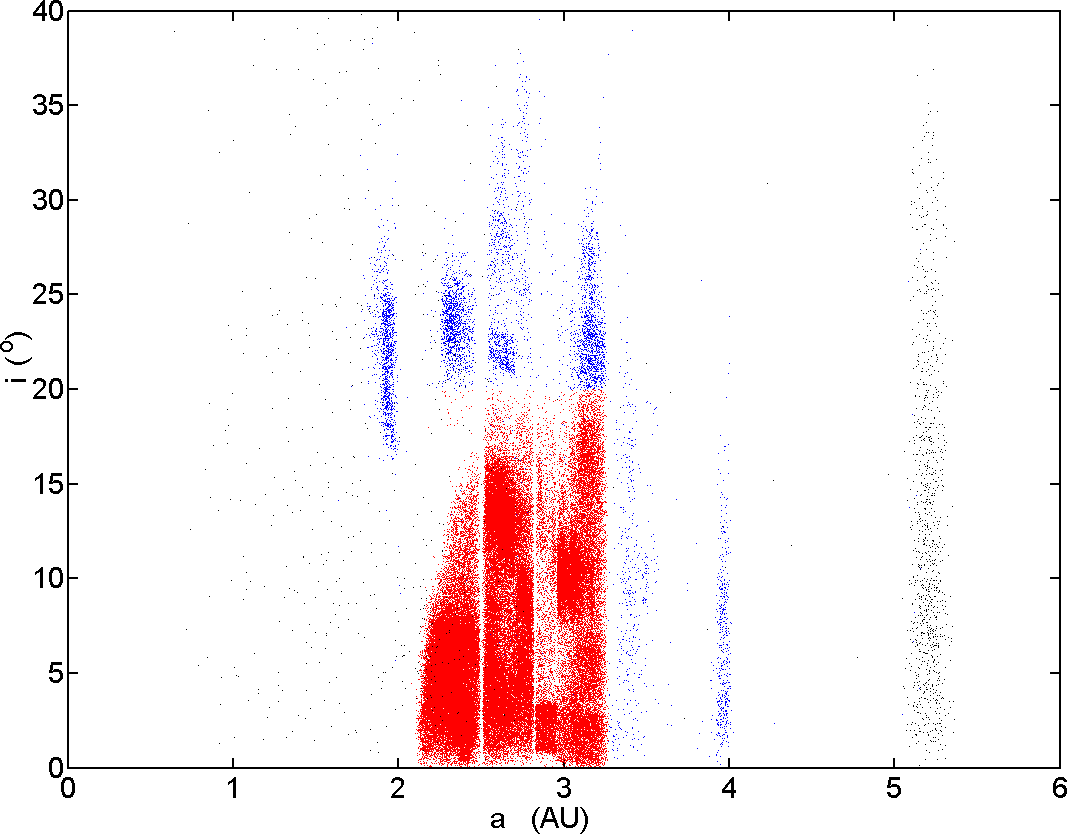
Ceinture principale et périphérie : par ordre croissant de demi-grand axe, groupe de Hungaria (en bleu, a~1,9), famille de Phocée (en bleu, a~2,3-2,5), ceinture principale (en rouge), groupe de Cybèle (en bleu, a~3,3-3,7), groupe de Hilda (en bleu, a~3,9), troyens de Jupiter (en noir, a~5,2).
Ceinture principale : visualisation des lacunes de Kirkwood et des zones en découlant (zone I en bleu, zone II en orange, zone III en vert) ; la zone après la lacune 2:1 (a~3,3-3,7) correspond au groupe de Cybèle.

## Zone des centaures et objets transneptuniens
Cette zone est structurée autour de deux groupes : une deuxième ceinture située peu après Neptune, dite ceinture de Kuiper, et un nuage hypothétique de petits corps glacés situé aux confins du Système solaire, dit nuage de Oort. Ces deux groupes sont reliés par le disque des objets épars ou détachés.
Ces deux groupes sont envisagés comme deux réservoirs de corps glacés à l'origine des comètes à courte période (ceinture de Kuiper) ou à longue période (nuage de Oort).
Les planètes mineures gravitant entre Jupiter et Neptune sont peu nombreuses et interprétées comme des objets ayant été éjectés de la ceinture de Kuiper. Une partie d'entre elles forme le groupe des centaures (excentricité et inclinaison faibles à moyennes), les autres étant plutôt classées comme damocloïdes (excentricité et/ou inclinaison élevées).
À noter que les dénombrement indiqués représentent les planètes mineures identifiées. La ceinture de Kuiper est environ 30 fois plus éloignée de la Terre que la ceinture principale, ce qui limite la capacité à détecter les petits objets. La population totale de la ceinture de Kuiper est supposée supérieure à celle de la ceinture principale. De même, le nuage de Oort est supposé contenir plusieurs milliards de petits corps glacés.
À noter également que, en dehors de la ceinture de Kuiper proprement dite (plutinos et cubewanos notamment), la classification des objets au-delà de Jupiter reste largement en construction. En particulier, les usages liés aux groupes tels que centaures, damocloïdes, objets épars ou objets détachés sont très variables d'une source à l'autre. On peut par exemple noter que la base de données du Centre des planètes mineures affiche à ce jour[Quand ?] une classe unique "objets distants (classification en cours)" (avril 2019).

### Liste des groupes
| Groupe                                                    | Demi-grand axe typique (en ua) | Ordre grandeur nombre                    | Mise à jour | Description | |
| --------------------------------------------------------- | ------------------------------ | ---------------------------------------- | ----------- | --- | --- |
| Objets distants (ou objets transjoviens)                  | 5,5 à 1 000 et +               | 3 700 (Def MPC)                          | 05/2019     | - Groupe utilisé par la base de données du MPC pour désigner de manière globale l'ensemble des objets gravitant au-delà des troyens de Jupiter et pour lesquels elle n'a pas à ce jour[Quand ?] stabilisé de classification. - Définition 1 : a > 5,5 ua (avec éventuelle exception des géocroiseurs). - Définition 2 (MPC) : a > 6 ua (avec exception des géocroiseurs seulement pour 6 < a < 30,1 ua). | |
| Centaures                                                 | 5,5 à 30                       | 480 (Def JPL) 270 (Def MPC)              | 05/2019     | - Objets gravitant principalement dans la zone des planètes externes, sur des orbites instables du fait de l'influence gravitationnelle de ces planètes. L'hypothèse généralement admise est qu'il s'agit d'anciens objets de la ceinture de Kuiper ayant été déviés de leurs trajectoires et susceptibles de devenir à moyen terme des comètes à courte période. - Définition 1 (JPL) : 5,5 < a < 30,1 ua (avec éventuelle exception des géocroiseurs (cas du JPL)). - Définition 2 : idem définition 1 mais avec exclusion des objets classés comme damocloïdes. - Définition 3 (MPC) : 6 < a < 30,1 ua et q > 5,2 ua. Cette définition correspond aux objets avec a < 30,1 ua de la liste du MPC nommée List Of Centaurs and Scattered-Disk Objects. Le critère sur q permet d'exclure des objets de type damocloïdes. - Autres définitions : d'autres valeurs limites sur a et sur q sont possibles ; d'autres approches utilisent le paramètre de Tisserand par rapport à Jupiter ; d'autres font référence à des critères plus théoriques tels que l'absence de résonance avec les planètes externes ou l'existence d'une instabilité de l'orbite à long terme ; certaines de ces approches incluent des objets transneptuniens. - Ces objets sont nommés d'après les centaures de la mythologie grecque, dans le prolongement de (2060) Chiron, premier découvert en 1977 et nommé d'après le centaure Chiron. | |
| Damocloïdes                                               | 5,5 à 1 000 et +               | 160 (Def 1)                              | 05/2019     | - Objets (par ailleurs souvent classés comme centaures ou comme objets épars) possédant des orbites comparables à celles des comètes de type Halley ou des comètes à longue période mais ne présentant pas d'activité cométaire. Ces objets sont caractérisés par une forte excentricité impliquant souvent un périhélie dans la zone des planètes internes. Leur inclinaison est souvent élevée voire de type rétrograde. Deux hypothèses généralement admises sont que ces objets sont originaires du nuage de Oort et sont d'anciennes comètes ayant achevé leur dégazage. - Définition 1 (David Jewitt) : paramètre de Tisserand par rapport à Jupiter TJ < 2. - Définition 2 (Akimasa Nakamura) : soit a > 8 ua, q < 5,2 ua (périhélie intérieur à l'orbite de Jupiter) et e > 0,75 ; soit i > 90° (mouvement rétrograde). - Définition 3 (simplifiée) : a > 6 ua et q < 5,2 ua. Cette approche simplifiée est utilisée implicitement par le MPC à travers les objets distants regroupés dans la liste List Of Other Unusual Objects. - Nom en référence à (5335) Damoclès, premier découvert en 1991. | |
| Troyens d'Uranus                                          | env. 19,2                      | 1                                        | 05/2019     | - Objets gravitant au voisinage des points de Lagrange L4 et L5 du système Soleil-Uranus. | |
| Troyens de Neptune                                        | env. 30,1                      | 23                                       | 05/2019     | - Objets gravitant au voisinage des points de Lagrange L4 et L5 du système Soleil-Neptune. - Les troyens de Neptune sont nommés d'après les Amazones de la mythologie grecque. | |
| Objets transneptuniens (ou OTN ou TNOs)                   | > 30,1 par définition          | 3 300                                    | 05/2019     | - Terme générique regroupant tous les objets de demi-grand axe plus élevé que celui de Neptune. Cela inclut notamment la ceinture de Kuiper, le disque des objets épars, les objets détachés et les hypothétiques nuages de Hills et de Oort. - Définition : a > 30,1 ua (avec éventuelle exception des géocroiseurs (cas du JPL)). - Le sigle TNO provient de l'anglais trans-neptunian object. | |
| Ceinture de Kuiper (ou KBOs)                              | 30 à 50                        | 2 600 (Def MPC)                          | 05/2019     | - Ceinture s'apparentant à la ceinture principale (forte concentration d'objets possédant des excentricités et des inclinaisons modérées) située au-delà de Neptune. La ceinture de Kuiper est notamment constituée des plutinos, des cubewanos et des twotinos. - Définition 1 (MPC, simplifiée) : 30,1 < a < 50 ua et q > 24 ua (avec exception des troyens de Neptune). Cette définition correspond à la liste du MPC nommée List Of Transneptunian Objects. Le critère q > 24 ua permet pour le MPC de séparer la ceinture de Kuiper des objets épars (5,2 < q < 24 ua) et des objets de type damocloïdes (q < 5,2 ua). Cette définition inclut toutes les résonances avec Neptune avec a < 50 ua. - Autres définitions : d'autres critères peuvent être utilisés pour la frontière avec les objets épars ; certaines approches élargissent par ailleurs la notion de ceinture de Kuiper au-delà de 50 ua en incluant d'autres résonances avec Neptune situées au-delà de cette limite. - Le sigle KBO provient de l'anglais Kuiper belt object. | |
| Plutinos                                                  | env. 39,4 / 38,9 à 40,1        | 5 000 ?                                  | 06/2025     | - Objets de la ceinture de Kuiper gravitant en résonance 2:3 avec Neptune. Ce groupe marque le début de la zone principale de la ceinture de Kuiper. - Nom en référence à la planète naine Pluton qui appartient ce groupe. - Les plutinos sont nommés d'après des figures mythologiques (de toutes cultures) liées au thème de l'Enfer, dans le prolongement de Pluton nommé d'après le dieu romain Pluton. | |
| Cubewanos (ou objets classiques de la ceinture de Kuiper) | 36.8 à 50.2                    | 1 500 ?                                  | 05/2019     | - Objets appartenant à la zone principale de la ceinture de Kuiper (comprise entre les résonances 2:3 et 1:2 avec Neptune) et ne présentant pas de résonance avec Neptune. - Nom en référence à (15760) 1992 QB1 (depuis nommé Albion), premier découvert en 1992. - Les cubewanos sont nommés d'après des figures mythologiques (de toutes cultures) liées au thème de la création du monde. | |
| Twotinos                                                  | env. 47,8                      | 47.2 a 48.4                              | 150 ?       | 06/2025 | - Terme parfois utilisé pour désigner les objets de la ceinture de Kuiper gravitant en résonance 1:2 avec Neptune. Ce groupe marque la fin de la zone principale de la ceinture de Kuiper (falaise de Kuiper). - Le nom fait référence à la résonance 1:2 (two en anglais). |
| Objets en résonance avec Neptune                          | 34.8 à 80 et +                 | 1 000 ? (y compris plutinos et twotinos) | 06/2023     | - Objets transneptuniens gravitant en résonance avec Neptune. La plupart de ces objets (toutes les résonances jusqu'à a = 50 ua selon l'approche du MPC ou parfois au-delà selon d'autres approches) appartiennent à la ceinture de Kuiper. - Outre les plutinos (résonance 2:3) et les twotinos (résonance 1:2), les principaux groupes (sans noms spécifiques) concernent les résonances 3:4 (a ~ 38 ua), 3:5 (a ~ 42 ua), 4:7 (a ~ 44 ua) et 2:5 (a ~ 55 ua). De nombreuses autres résonances sont concernées et définissent autant de petits groupes orbitaux. - Les objets en résonances 1:3 et 1:4 sont parfois appelés threetinos et fourtinos, par analogie avec les twotinos. | |
| Disque des objets épars (ou objets épars ou SDOs)         | 30 à 1 000 et +                | 680 (Def MPC)                            | 05/2019     | - Objets transneptuniens qu'on suppose avoir été dispersés par l'influence gravitationnelle de Neptune et qui ne présentent pas (ou plus) les régularités spécifiques des objets de la ceinture de Kuiper ou des objets en résonance avec Neptune. Ils ont souvent une excentricité et/ou une inclinaison élevées. - Définition 1 (MPC, simplifiée) : (30,1 < a < 50 ua et 5,2 < q < 24 ua) ou (a > 50 ua et q > 5,2 ua). Cette définition correspond aux objets avec a > 30,1 ua de la liste du MPC nommée List Of Centaurs and Scattered-Disk Objects. Les critères sur q permettent pour le MPC de séparer les objets épars de la ceinture de Kuiper et des objets de type damocloïdes (q < 5,2 ua). Cette définition inclut les résonances avec Neptune avec a > 50 ua ainsi que les objets détachés. - Définition 2 (plus rigoureuse) : idem définition 1 mais avec exclusion des objets en résonance avec Neptune et des objets détachés. - Autres définitions : d'autres critères peuvent être utilisés pour la frontière avec la ceinture de Kuiper ou avec les damocloïdes. - Le sigle SDO provient de l'anglais scattered disc object. | |
| Objets détachés (ou DDOs)                                 | 50 à 1 000                     | 65 (Def 1)                               | 06/2019     | - Objets transneptuniens de périhélie élevé et supposés échapper à l'influence gravitationnelle de Neptune. Cette notion inclut les sednoïdes. - Définition 1 (simplifiée) : a > 50 ua et q > 40 ua. - Définition 2 (plus rigoureuse) : idem définition 1 mais avec exclusion des quelques objets en résonance avec Neptune répondant à ces critères. - Autres définitions : d'autres valeurs limites sur a (par exemple a > 47,8 correspondant à la résonance 1:2 avec Neptune) et sur q sont possibles ; d'autres approches utilisent le paramètre de Tisserand par rapport à Neptune (par exemple TN > 3). - Le sigle DDO provient de l'anglais detached disc object. | |
| Objets transneptuniens extrêmes (ou OTNE ou ETNOs)        | > 150 par définition           | 69                                       | 06/2019     | - Terme générique regroupant les objets transneptuniens de demi-grand axe très élevé, la valeur limite étant le plus souvent fixée à 150 ua. - Les objets de cette classe appartiennent par ailleurs à différents groupes : géocroiseurs (q < 1,3 ua), damocloïdes (q < 5,2 ua), objets épars (q < 40 ua) ou objets détachés (q > 40 ua). - Définition : a > 150 ua. - Autres définitions : d'autres valeurs limites sur a sont possibles, par exemple 250 ua. - Le sigle ETNO provient de l'anglais extreme trans-neptunian object. | |
| Objets épars extrêmes (ou ESDOs)                          | 150 à 1 000 et +               | 53                                       | 06/2019     | - Partie des objets épars ayant un demi-grand axe très élevé. - Définition : a > 150 ua et q < 40 ua. Cette définition inclut les objets de type damocloïdes (q < 5,2 ua). - Autres définitions : d'autres valeurs limites sur a sont possibles, par exemple 250 ua. - Le sigle ESDO provient de l'anglais extreme scattered disc object. | |
| Objets détachés extrêmes (ou EDDOs)                       | 150 à 1 000                    | 16 (y compris sednoïdes)                 | 06/2019     | - Partie des objets détachés ayant un demi-grand axe très élevé. - Définition : a > 150 ua et q > 40 ua (ou 40 < q < 50 ua suivant que les sednoïdes sont considérés comme un sous-groupe ou comme un groupe distinct). - Autres définitions : d'autres valeurs limites sur a sont possibles, par exemple 250 ua. - Le sigle EDDO provient de l'anglais extreme detached disc object. | |
| Sednoïdes                                                 | 250 à 1 000                    | 4                                        | 06/2019     | - Objets transneptuniens extrêmes clairement détachés de toute influence de Neptune. - Définition : a > 150 ua et q > 50 ua. - Autres définitions : d'autres valeurs limites sur a sont possibles, par exemple 250 ua. - Nom en référence à (90377) Sedna, premier découvert en 2003. | |
| Nuage de Oort (sens large)                                | 1 000 ? à 100 000 ?            | 0 ou ?                                   | 05/2019     | - Usage incluant le nuage de Hills comme partie intégrante du nuage de Oort. | |
| Nuage de Hills (ou nuage de Oort interne)                 | 1 000 ? à 30 000 ?             | 0 ou ?                                   | 05/2019     | - Nuage hypothétique prolongeant le disque des objets épars et constituant la partie interne du nuage de Oort. | |
| Nuage de Oort externe                                     | 30 000 ? à 100 000 ?           | 0                                        | 05/2019     | - Nuage hypothétique de forme sphérique prolongeant le nuage de Hills et s'étendant jusqu'aux confins du système solaire. Il est supposé contenir plusieurs milliards de petits corps glacés à l'origine des comètes à longue période. | |

### Diagrammes orbitaux

Centaures (et damocloïdes) : la position horizontale de l'objet indique son demi-grand axe, sa position verticale son inclinaison, le trait associé son périhélie et son aphélie (et donc indirectement son excentricité) ; les objets pénétrant à l'intérieur de l'orbite de Jupiter ou fortement inclinés sont parfois étudiés en tant damocloïdes.
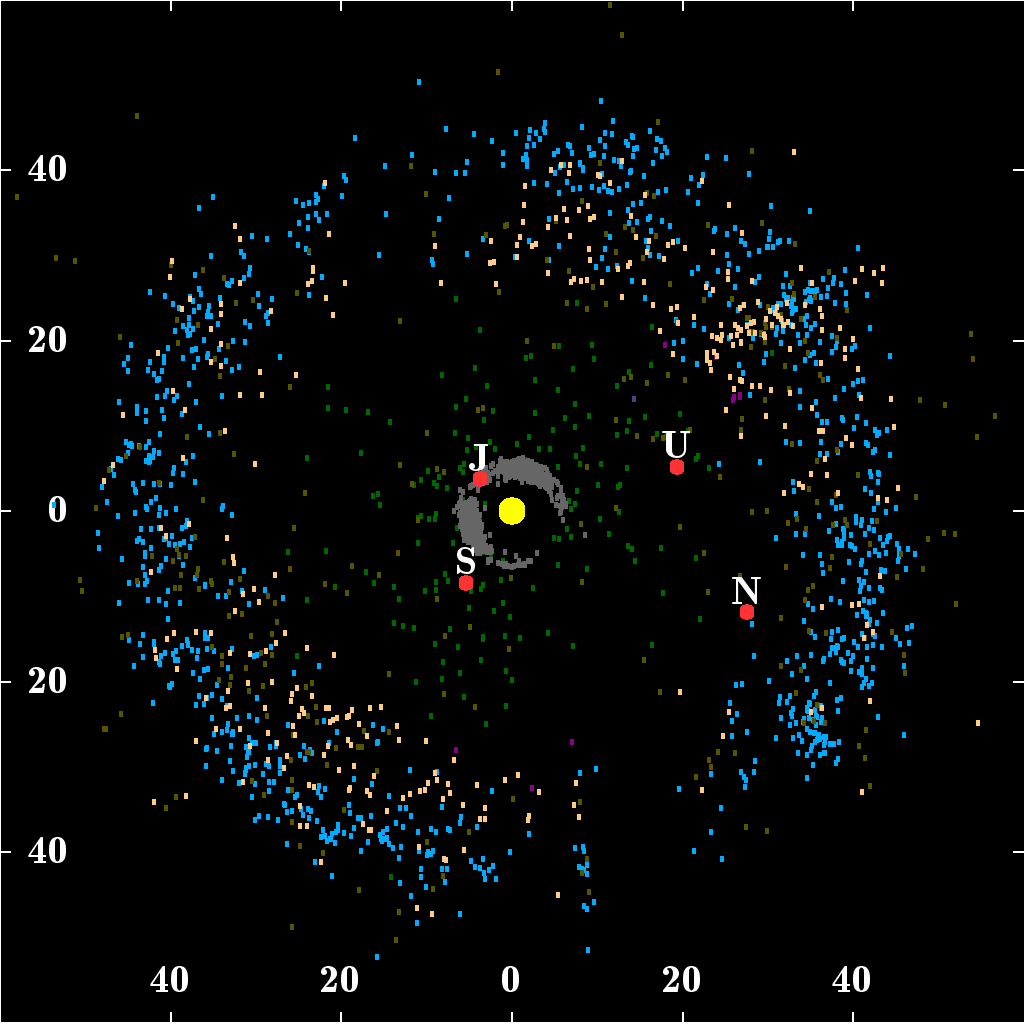
Des troyens de Jupiter à la ceinture de Kuiper : du centre à la périphérie, troyens de Jupiter (en gris), centaures (en vert), ceinture de Kuiper (en bleu), objets épars (en rose) ; une dizaine de troyens de Neptune sont également représentés en violet.
Ceinture de Kuiper : schéma de la ceinture de Kuiper et des zones de résonance avec Neptune.
Ceinture de Kuiper et objets épars : orbites typiques des cubewanos (en bleu), des twotinos et autres résonances (en vert), des objets épars (en noir).
Des centaures aux objets épars / Objets en résonances : par ordre croissant de demi-grand axe, centaures (en jaune), troyens de Neptune (en rouge, a~30), plutinos (en rouge, a~39,5), cubewanos (en bleu), twotinos (en rouge, a~48), autres résonances avec Neptune (en rouge, voir indications 4:5, 3:4, 3:5, 4:7, 3:7, 2:5, 1:3), objets épars (en gris).
Disque des objets épars : la position horizontale de l'objet indique son demi-grand axe, sa position verticale son inclinaison, le trait associé son périhélie et son aphélie (et donc indirectement son excentricité) ; les objets en gris et en vert correspondent à la ceinture de Kuiper et aux objets en résonances avec Neptune ; les objets épars sont en bleu ou blanc.
Objets épars, objets détachés et sednoïdes : par ordre croissant de demi-grand axe, plutinos (en rouge), cubewanos (en bleu), autres résonances avec Neptune (en rouge), objets épars (en gris), objets transneptuniens extrêmes (en violet, brun et jaune) dont sednoïdes (en jaune).
Objets transneptuniens extrêmes : les objets extrêmes sont situés au-dessus de la ligne de niveau correspondant à un demi-grand axe limite choisi ici à 250 ua ; de gauche à droite (c'est-à-dire par ordre croissant de périhélie), objets épars extrêmes (en vert), objets détachés extrêmes (en jaune) et sednoïdes (en bleu).
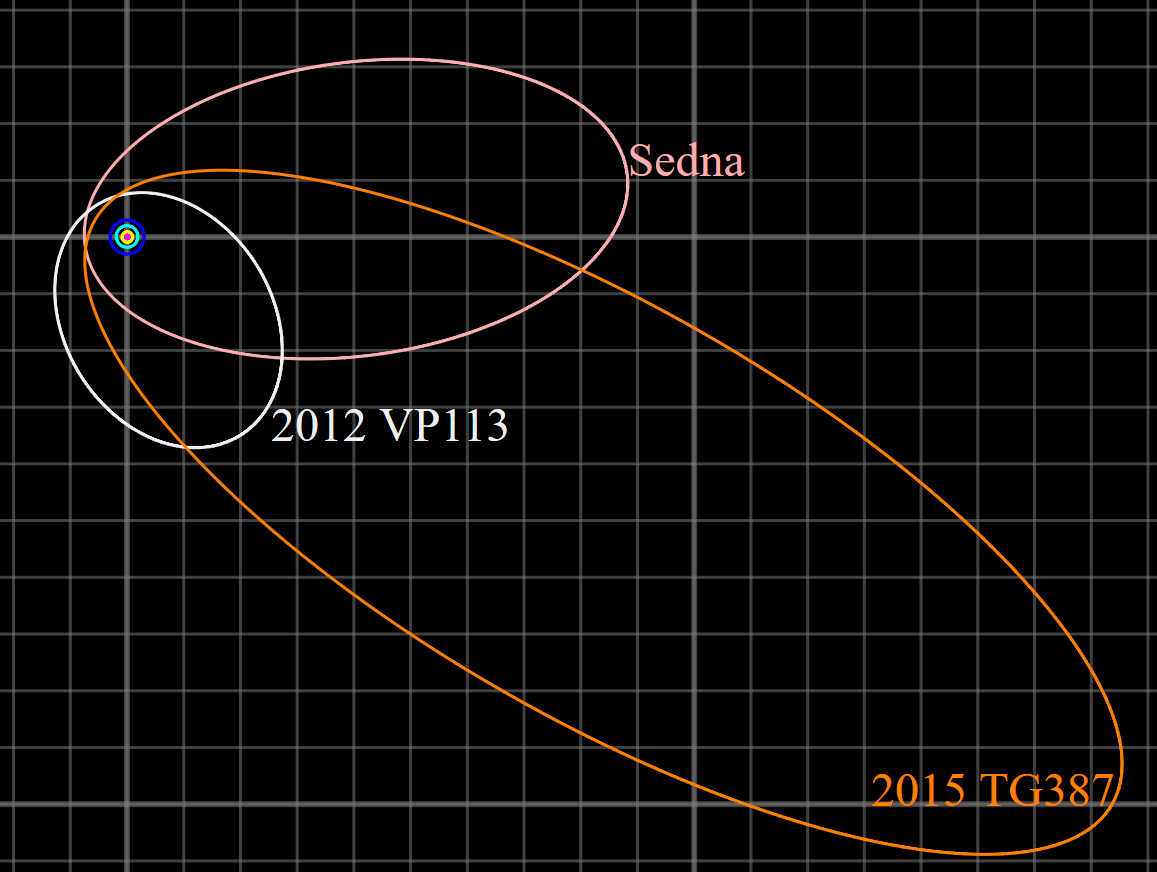
Sednoïdes : orbites typiques des sednoïdes (relativement à l'orbite de Neptune en bleu).
Nuage de Oort : vue d'artiste du nuage de Oort illustrant sa forme sphérique et sa dimension relativement à la ceinture de Kuiper.
De la ceinture principale au nuage de Oort : illustration des rapports de distances entre ceinture principale / ceinture de Kuiper / sednoïdes / nuage de Oort.

## Classes liées aux planètes

### Troyens d'une planète
Les zones situées à 60° en avance ou en retard sur l'orbite d'une planète (c'est-à-dire au niveau des points de Lagrange L4 et L5 du système Soleil-planète) permettent la stabilité d'un système à trois corps Soleil / planète / petit corps et sont donc parfois occupées par des objets appelés troyens de la planète. Outre Jupiter qui possède plusieurs milliers de troyens, quatre autres planètes sont identifiées, en mai 2019, comme possédant au moins un troyen : la Terre (2), Mars (9), Uranus (1) et Neptune (23).
Les 5 groupes correspondant sont décrits dans les tableaux précédents.
Liens : troyens de Jupiter, troyens de la Terre, troyens de Mars, troyens d'Uranus, troyens de Neptune.

### Coorbitaux d'une planète (hors troyens)
Outre les troyens, d'autres objets possèdent des orbites très proches de celle d'une planète avec laquelle ils sont en résonance 1:1. On parle alors d'objet en mouvement coorbital avec la planète, ou plus simplement de coorbital de la planète. La notion de coorbital inclut les troyens mais elle est souvent utilisée pour parler des "coorbitaux non troyens". Les deux situations les plus courantes sont celle des quasi-satellites et celle des orbites en fer à cheval. On distingue également les "troyens transitoires" (orbites du même type que les troyens mais plus instables) et différentes situations intermédiaires. La stabilité de ces orbites est très variable suivant les cas, allant de quelques dizaines d'années à plusieurs millions d'années. Il a été montré par simulation numérique que la plupart de ces objets tendent à alterner entre ces situations, par exemple entre quasi-satellite et orbite en fer à cheval. L'issue peut aussi être une sortie de la situation de coorbital.
|                        | Demi-grand axe typique (en ua) | Nombre identifiés  | Mise à jour | Exemples |
| ---------------------- | ------------------------------ | ------------------ | ----------- | --- |
| Coorbitaux de Mercure  | env. 0,39                      | 0                  | 2019        | / |
| Coorbitaux de Vénus    | env. 0,72                      | 4 en 2014          | 2014        | - (322756) 2001 CK32, (524522) Zoozve, 2012 XE133, 2013 ND15 |
| Coorbitaux de la Terre | env. 1,0                       | 17 en 2016         | 2016,       | - quasi-satellites : (469219) Kamoʻoalewa, (164207) 2004 GU9, (277810) 2006 FV35, 2013 LX28, 2014 OL339 - orbites en fer à cheval : (3753) Cruithne, (54509) YORP, (85770) 1998 UP1, (419624) 2010 SO16, 2001 GO2, 2002 AA29, 2003 YN107, 2013 BS45, 2015 SO2, 2015 XX169, 2015 YA, 2015 YQ1 - la Terre compte par ailleurs 2 troyens (en octobre 2024) : (614689) 2020 XL5 et (706765) 2010 TK7 |
| Coorbitaux de Mars     | env. 1,5                       | ?                  |             | ?? ((26677) 2001 EJ18 ?) |
| Coorbitaux de Jupiter  | env. 5,2                       | au moins 8 en 2012 | 2012        | - (118624) 2000 HR24, (241944) 2002 CU147, (363135) 2001 QQ199, (371522) 2006 UG185, (497619) 2006 QL39, (497786) 2006 SA387, (526889) 2007 GH6, 2004 AE9... - (514107) Kaʻepaokaʻawela est un cas très singulier d'astéroïde coorbital rétrograde découvert en 2015 |
| Coorbitaux de Saturne  | env. 9,5                       | 0 ?                |             | ?? |
| Coorbitaux d'Uranus    | env. 19                        | 3 à 6 en 2017      | 2017        | - (83982) Crantor, (472651) 2015 DB216, (636872) 2014 YX49 (confirmés) ; 1999 HD12, 2002 VG131, 2010 EU65 (candidats) - Uranus compte par ailleurs 1 troyen (en mai 2019) : (687170) 2011 QF99 ; une étude publiée en 2017 considère le coorbital 2014 YX49 comme un possible deuxième troyen |
| Coorbitaux de Neptune  | env. 30                        | 5 en 2012          | 2012        | - (148975) 2001 XA255, (309239) 2007 RW10, (316179) 2010 EN65, (310071) 2010 KR59, 2012 GX17 - Neptune compte par ailleurs de nombreux troyens (23 identifiés en mai 2019) |

### Croiseurs d'une planète
Les objets dont l'orbite croise celle d'une planète sont dits croiseurs de cette planète. Toutes les planètes du Système solaire possèdent de plusieurs centaines à plusieurs milliers de croiseurs.
|                                        | Planète | Demi-grand axe min-max (en ua) | Ordre grandeur nombre | Mise à jour | Description |
| -------------------------------------- | ------- | ------------------------------ | --------------------- | ----------- | --- |
| Astéroïdes herméocroiseurs             | Mercure | 0,58-7,0                       | 1 100                 | 05/2019     | - Définition : a < aMercure = 0,387 ua et Q > qMercure = 0,307 ua (croiseurs intérieurs) ou a > aMercure = 0,387 ua et q < QMercure = 0,467 ua (croiseurs extérieurs). |
| Astéroïdes cythérocroiseurs            | Vénus   | 0,58-7,0                       | 4 100                 | 05/2019     | - Définition : a < aVénus = 0,723 ua et Q > qVénus = 0,718 ua (croiseurs intérieurs) ou a > aVénus = 0,723 ua et q < QVénus = 0,728 ua (croiseurs extérieurs). |
| Astéroïdes géocroiseurs (sens strict)  | Terre   | 0,58-18                        | 12 500                | 05/2019     | - Définition : a < aTerre = 1,000 ua et Q > qTerre = 0,983 ua (croiseurs intérieurs) ou a > aTerre = 1,000 ua et q < QTerre = 1,017 ua (croiseurs extérieurs). - Voir section Zone interne du Système solaire pour le sens large. |
| Astéroïdes aréocroiseurs (sens strict) | Mars    | 0,78-320                       | 35 000                | 05/2019     | - Définition : a < aMars = 1,524 ua et Q > qMars = 1,381 ua (croiseurs intérieurs) ou a > aMars = 1,524 ua et q < QMars = 1,666 ua (croiseurs extérieurs). - À noter : dans les classifications usuelles (dont celles des bases de données du MPC et du JPL), ce terme prend un sens différent qui exclut les astéroïdes géocroiseurs (au sens large) ou ceux appartenant à d'autres classes "prioritaires". Voir section Zone interne du Système solaire. |
| Objets zénocroiseurs                   | Jupiter | 2,6-3500                       | 9 500                 | 05/2019     | - Définition : a < aJupiter = 5,203 ua et Q > qJupiter = 4,951 ua (croiseurs intérieurs) ou a > aJupiter = 5,203 ua et q < QJupiter = 5,455 ua (croiseurs extérieurs). - La grande majorité des objets zénocroiseurs correspond en fait au cas particulier des astéroïdes troyens de Jupiter (environ 7 200 en mai 2019). |
| Objets kronocroiseurs                  | Saturne | 5,4-3500                       | 310                   | 05/2019     | - Définition : a < aSaturne = 9,537 ua et Q > qSaturne = 9,023 ua (croiseurs intérieurs) ou a > aSaturne = 9,537 ua et q < QSaturne = 10,05 ua (croiseurs extérieurs). |
| Objets ouranocroiseurs                 | Uranus  | 11-3500                        | 380                   | 05/2019     | - Définition : a < aUranus = 19,19 ua et Q > qUranus = 18,28 ua (croiseurs intérieurs) ou a > aUranus = 19,19 ua et q < QUranus = 20,10 ua (croiseurs extérieurs). |
| Objets poséidocroiseurs                | Neptune | 17-3500                        | 590                   | 05/2019     | - Définition : a < aNeptune = 30,07 ua et Q > qNeptune = 29,81 ua (croiseurs intérieurs) ou a > aNeptune = 30,07 ua et q < QNeptune = 30,33 ua (croiseurs extérieurs). |

On peut également mentionner le terme hadéocroiseurs parfois utilisé pour désigner les objets croisant l'orbite de la planète naine Pluton.

## Classes diverses
Ces ensembles sont basés sur des critères orbitaux mais ne sont pas à proprement parler des groupes orbitaux.

### Liste
|                                                       | Demi-grand axe typique (en ua) | Ordre grandeur nombre | Mise à jour | Description |
| ----------------------------------------------------- | ------------------------------ | --------------------- | ----------- | --- |
| Astéroïdes potentiellement dangereux (ou APD ou PHAs) | 0,6 à 3,4 et +                 | 2 000                 | 06/2019     | - Astéroïdes géocroiseurs (au sens large) dont la distance minimale à l'orbite terrestre (DMIO-T ou E-MOID en anglais) est inférieur à 0,05 ua (soit 7 480 000 km ou 19,5 distances lunaires) et dont la magnitude absolue est inférieure à 22 (ce qui correspond plus ou moins à un diamètre supérieur à 140 m). Cette classification est liée au risque d'impact avec la Terre mais ne dit rien du risque réel pour les années à venir (voir échelle de Turin ou échelle de Palerme). - Le sigle PHA provient de l'anglais potentially hazardous asteroid. |
| Astéroïdes rétrogrades                                | 2 à 1 000                      | 100                   | 06/2019     | - Objets tournant en sens inverse par rapport aux planètes. Cette situation correspond à une inclinaison orbitale comprise entre 90 et 180°. Environ la moitié ont une inclinaison supérieure à 135°. - La plupart de ces objets possèdent les propriétés typiques des damocloïdes mais sont souvent classés comme centaures, objets épars ou objets divers (liste "other unusual objects" du MPC). |
| Plutoïdes                                             | > 30,1 par définition          | 4                     | 06/2019     | - Objets transneptuniens de type planète naine. - Au-delà des quatre planètes naines officielles (Pluton, Hauméa, Makémaké et Éris), le terme inclut souvent de manière informelle tout ou partie des autres gros objets transneptuniens candidats au statut de planète naine. - Nom en référence à Pluton. |
| Objets interstellaires (ou astéroïdes hyperboliques)  | /                              | 1                     | 06/2019     | - Pour la première fois en 2017 a été identifié un objet (1I/ʻOumuamua) possédant une orbite significativement hyperbolique (et donc voué à quitter le Système solaire) mais ne présentant pas d'activité cométaire (cas des comètes paraboliques ou hyperboliques). De tels objets sont classés comme objets interstellaires (nouvelle classe d'objets définie par l'Union astronomique internationale) ou comme astéroïdes hyperboliques (base de données du JPL).                                                                                         |

### Diagrammes

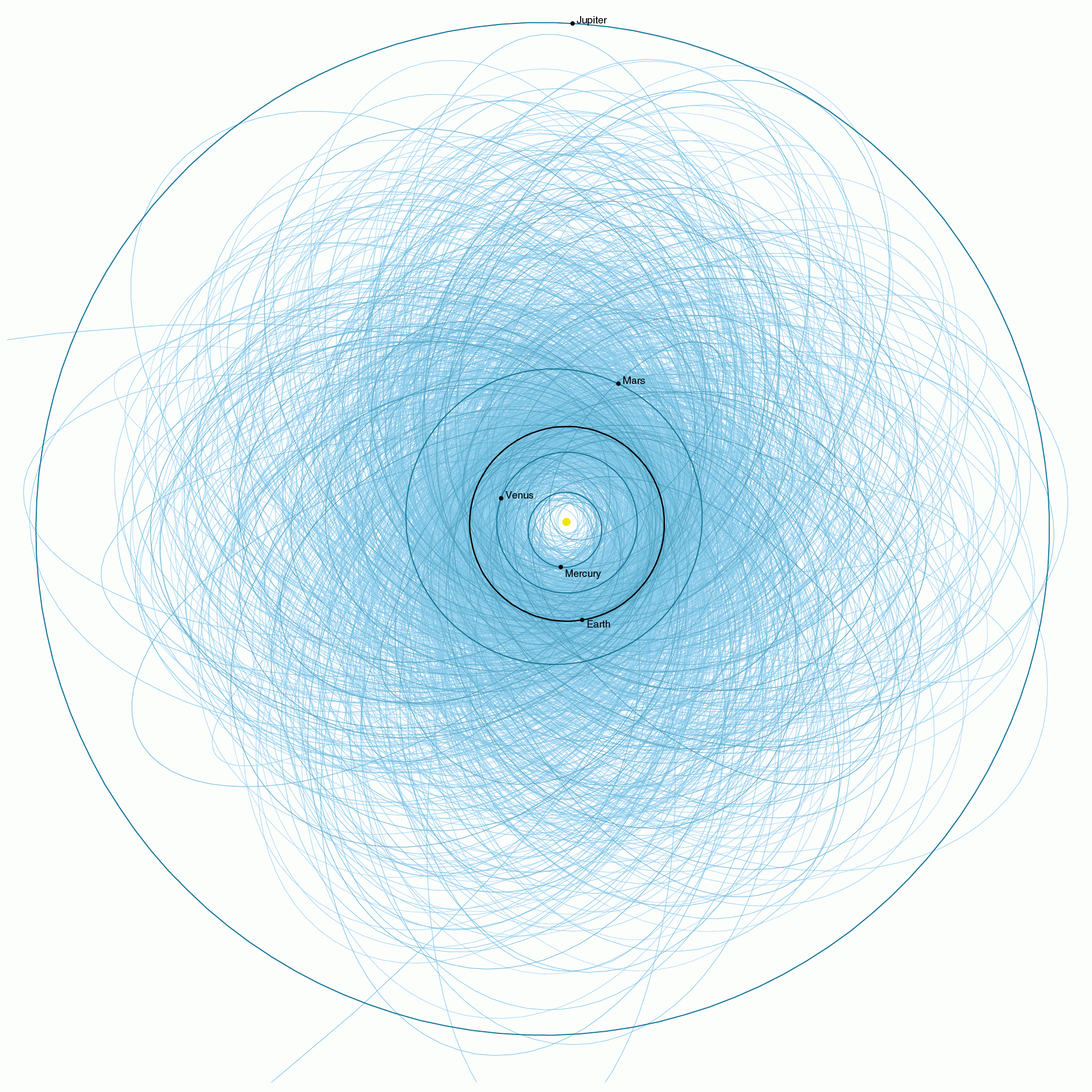
Astéroïdes potentiellement dangereux : orbites des astéroïdes potentiellement dangereux relativement aux orbites de Jupiter et des quatre planètes telluriques (dont celle de la Terre en noir).
Plutoïdes : diagramme orbital de quelques-uns des plus gros objets transneptuniens ; Pluton, Hauméa (ici noté 2003 EL61), Makémaké (ici noté 2005 FY9) et Éris sont les 4 planètes naines transneptuniennes officielles.
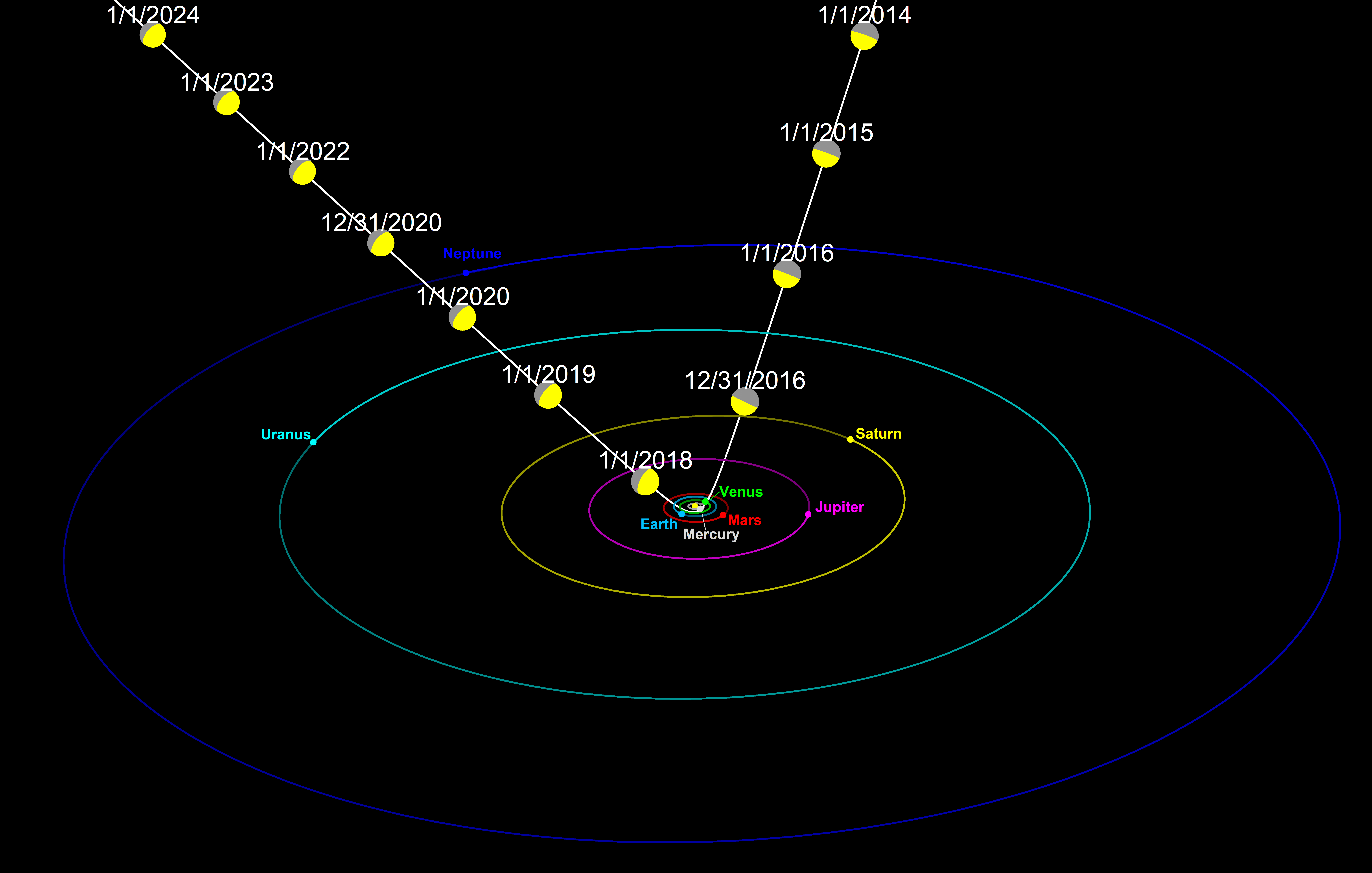
Objets interstellaires : orbite hyperbolique de 1I/'Oumuamua, premier objet interstellaire découvert, en 2017.